# Lars van der Haar
Lars van der Haar, född den 23 juli 1991 i Amersfoort, är en nederländsk tävlingscyklist som är specialist på cykelcross, i vilket han blivt dubbel europamästare (2015 och 2021) och fyrfaldig nederländsk mästare, samt totalvinnare av UCI World Cup 2013/2014, Superprestige 2022/2023 och Trofee veldrijden 2023/2024. Han har också kört en del landsvägslopp, men utan att nå några nämnvärda resultat.

## Meriter – cykelcross
| 2006/2007 2:a vid Nederländska U17-mästerskapen 2007/2008 3:a vid Nederländska juniormästerskapen 2008/2009 Nederländsk juniormästare 2:a vid Europamästerskapen 2:a totalt i juniorklassen i UCI World Cup 2:a totalt i juniorklassen i Superprestige 2:a på UCI:s världsranking för juniorklassen 5:a vid Juniorvärldsmästerskapen | 2009/2010 10:a i U23-klassen vid Världsmästerskapen 2010/2011 U23-världsmästare U23-europamästare Nederländsk U23-mästare Vinnare totalt av U23-klassen i UCI World Cup Vinnare totalt av U23-klassen i Trofee veldrijden 2:a totalt i U23-klassen i Superprestige 2011/2012 U23-världsmästare U23-europamästare Nederländsk U23-mästare Vinnare totalt av U23-klassen i UCI World Cup Vinnare totalt av U23-klassen i Superprestige Vinnare totalt av U23-klassen i Trofee veldrijden |

### Elit
Världsmästerskapen och de nederländska mästerskapen avgörs i januari–februari. Europamästerskapen avhålls på hösten (november) och herrelit-klassen infördes 2015. UCI World Cup, Superprestige och Cyclo-cross Trofee består av deltävlingar spridda under säsongen. UCI:s världsranking anger ställningen vid säsongens slut i mars.
| SäsongTävling             | 2012 2013 | 2013 2014 | 2014 2015 | 2015 2016 | 2016 2017 | 2017 2018 | 2018 2019 | 2019 2020 | 2020 2021 | 2021 2022 | 2022 2023 | 2023 2024 | 2024 2025 |
| ------------------------- | --------- | --------- | --------- | --------- | --------- | --------- | --------- | --------- | --------- | --------- | --------- | --------- | --------- |
| Världsmästerskapen        |           | 6         |           |           | 4         | 5         | 6         | 11        | 9         |           | 4         | 15        | 9         |
| Europamästerskapen        | X         | X         | X         |           | 7         |           | 6         | 5         |           |           |           |           | 5         |
| Nederländska mästerskapen |           |           |           |           |           |           |           |           | X         |           |           |           | 4         |
| UCI World Cup             | 4         |           |           |           | 10        | 9         | 6         | 5         | 8         | 5         | 4         | 4         | 6         |
| Superprestige             | 8         | 6         |           |           | 10        | 4         |           |           | 5         |           |           | 9         |           |
| Trofee veldrijden         | 38        | 20        | 5         | 4         | 13        | 6         | 5         | 5         | 4         | 4         |           |           | 4         |
| UCI:s världsranking       | 5         | 1         | 3         | 4         | 11        | 6         | 5         | 7         | 6         | 4         | 2         | 3         | 5         |

X = Ej avhållen (Nederländska mästerskapen ställdes in 2021 på grund av coronapandemin).

## Meriter – landsväg
| 2012 6:a i linjelopp för U23 vid Nederländska mästerskapen 2013 5:a totalt i Tour de Azerbaijan 2014 Vinnare av poängtävlingen i Oberösterreich Rundfahrt Vinnare av etapp 1 8:a i Ronde van Overijssel | 2017 7:a i Ronde van Limburg 8:a i Heistse Pijl 2018 5:a totalt i Oberösterreich Rundfahrt Vinnare av poängtävlingen |